# 大伴不破麻呂
大伴 不破麻呂（おおとも の ふわまろ、生没年不詳）は、奈良時代の貴族。姓は宿禰。官位は正五位上・大蔵大輔。

## 経歴
孝謙朝末の天平勝宝9歳（757年）5月に従五位下に叙爵し、同年6月に衛門佐に任官する。同年9月に発生した橘奈良麻呂の乱の影響のためか、しばらく叙位任官の記録が見られないが、称徳朝の神護景雲3年（769年）弾正弼に任ぜられ、神護景雲4年（770年）の称徳天皇の葬儀に際しては前後次第司次官を務めている。
光仁朝に入ると、宝亀2年（771年）美作守として地方官に転じ、翌宝亀3年（772年）従五位上に昇叙される。宝亀8年（777年）正五位下・大蔵大輔叙任されて京官に復すが、翌宝亀9年（778年）信濃守として再び地方官に遷った。
桓武朝の天応元年（781年）大蔵大輔に再任され、延暦3年（784年）正五位上に至る。

## 官歴
注記のないものは『続日本紀』による。
- 時期不詳：正六位上
- 天平勝宝9歳（757年） 5月20日：従五位下。6月16日：衛門佐
- 神護景雲3年（769年） 8月19日：弾正弼
- 神護景雲4年（770年） 8月17日：前後次第司次官（称徳天皇葬儀）
- 宝亀2年（771年） 7月23日：美作介
- 宝亀3年（772年） 正月3日：従五位上
- 宝亀8年（777年） 正月7日：正五位下。正月25日：大蔵大輔
- 宝亀9年（778年） 8月20日：信濃守
- 天応元年（781年） 5月25日：大蔵大輔
- 延暦3年（784年） 正月16日：正五位上